# بيركهولدرية بانينية
بيركهولدرية بانينية (الاسم العلمي: Burkholderia bannensis) هي نوع من البكتيريا، سلبية الغرام، تتبع جنس البيركهولدرية.